# Andronovokulturen

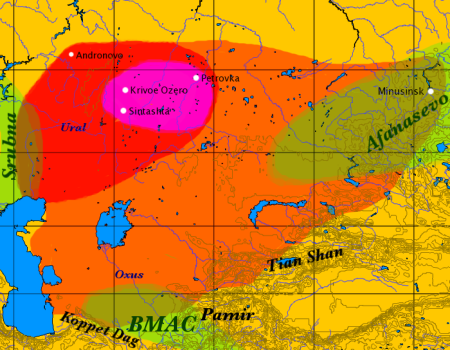
Karta över Andronovokluturens utbredningsområde. Närliggande och överlappande kulturer syns i grönt.

Andronovokulturen är en indoiransk kulturgrupp under bronsåldern i det uralisk-sibiriska området, med utsträckning ned till Kaspiska och Svarta haven från 20000–1800 f.Kr. 
Man känner flera boplatser och fler än 100 gravfält med runda och fyrkantiga stensättningar. Kulturen är bekant för sin geometriska kamstämpelornering på keramiken som kom att starkt påverka keramiken i norra Skandinavien och Finland.